# Гептасеребродииттербий
Гептасеребродииттербий — бинарное неорганическое соединение, интерметаллид
серебра и иттербия
с формулой Yb2Ag7,
кристаллы.

## Получение
- Сплавление стехиометрических количеств чистых веществ:

{\displaystyle {\mathsf {7Ag+2Yb\ {\xrightarrow {749^{o}C}}\ Ag_{7}Yb_{2}}}}

## Физические свойства
Гептасеребродииттербий образует кристаллы
гексагональной сингонии, пространственная группа P 6322, параметры ячейки a = 0,5481 нм, c = 1,4072 нм, Z = 2,
структура типа гептасеребродикальция Ca2Ag7
.
Соединение конгруэнтно плавится при температуре 749 °C.